# あすのそら色
あすのそら色（あすのそらいろ）は、TBSテレビにて、2006年4月2日から2011年3月6日まで日曜夕方に放送されていた5分間の天気予報番組である。2010年4月4日からは最後の11ヶ月間は『Nスタ日曜版』のおまけ部分として放送。

## 概要
前番組はテルモ一社提供の『健康天気予報』。同番組が『週刊!健康カレンダー カラダのキモチ』に事実上吸収されたことにより（番組自体は2012年3月まで続いた）普通の天気予報を伝える番組となり、2006年10月1日から1年半の間はセブン銀行、2008年秋から半年間は栄光ゼミナールの一社提供だった。
キャスターは前番組から引き続いて山本潤が担当した。
2008年4月より『JNN報道特集』のリニューアル及び放送枠移動に伴い放送時間が約30分繰り上がり、放送時間30分繰り下げとなった『JNNイブニング・ニュース』（2009年度は『THE NEWS』）の直後に放送されるようになったが、ニュース番組の関東ローカル枠天気予報（担当は森朗）は続行しており、17:50 - 18:00の間に、関東地方の天気予報が2度続けて放送される状況となっていた。
そのため、当初は『ウィークエンドウェザー』等と同様、クロマキーをバックに山本が天気予報を伝えるだけのオーソドックスな構成であったが、その後山本による季節の話題のレポート映像等が中心となり、天気予報の時間は短くなっていた。『日曜劇場』の出演者がゲスト出演して番組宣伝を行う場合もあった。
2010年4月から最後の11ヶ月間は、編成上『Nスタ日曜版』のおまけ部分として内含されたが、内容はこれまでと変わらず、『Nスタ』本編終了後に独立した形で放送されていた（即ち、オムニバス放送化）。また、関東地方の天気予報が連続して放送される状況も変わらなかった。但し地上デジタルテレビ放送やワンセグでは、オープニングにて画面左下（ワイド画面左サイド部分）に『Nスタ』のロゴが表示されるようになった。
2011年3月13日は東日本大震災発生によるJNN報道特別番組、3月20日・27日は『Nスタ』本編の拡大のため放送を休止した。4月3日より正式に『Nスタ』本編の天気予報部分に吸収されたため、実質3月6日をもって放送終了という形となった（即ち打ち切り）。なお、山本の出演は『Nスタ』天気予報コーナー（「Sunトピ」）のVTRのレポーターとして2011年9月まで継続していた。

## 放送時間の変遷
| 期間       | 期間       | 放送曜日 | 放送時間（日本時間） | 備考                                              |
| ---------- | ---------- | -------- | -------------------- | ------------------------------------------------- |
| 2006.04.02 | 2008.03.30 | 日曜日   | 18:24 - 18:30        |                                                   |
| 2008.04.06 | 2011.03.06 | 日曜日   | 17:55 - 18:00        | 2010年4月4日からは『Nスタ』のおまけ枠として放送。 |

## エピソード
- 単独番組としての最後の放送となった2010年3月28日の放送では、Nスタジオ内のクロマキーが改装工事で使えなかったため、『THE NEWS』の天気予報ともども、お花見でにぎわう仙台堀川公園からの中継となり、連続して放送される2つの天気予報番組の2人のキャスターが同じ場所から中継を行うという珍しい状況となった。『THE NEWS』内で森朗（この日限りで日曜夕方ニュースを降板）が天気予報を伝えている間に泥酔者が乱入したため、本番組でもミスが多発するという影響を受けた。